# Jönköping (stad)
Jönköping is een Zweedse stad, gelegen in het landschap Småland. Het is de hoofdplaats van de gemeente Jönköping en tevens de hoofdstad van de provincie Jönköpings län. Jönköping heeft 84.423 inwoners (2005) en een oppervlakte van 4433 hectare.
De stad ligt aan de zuidpunt van het Vättermeer en is inmiddels vergroeid met de stad Huskvarna, bekend van de naaimachinefabriek Husqvarna. Ook Järstorp maakt deel uit van de stad.

## Bezienswaardigheden
- Länsmuseum
- Rådhus
- Johan III Hospital, museum
- Stadspark
- Tändsticksmuseet (lucifermuseum)

## Verkeer en vervoer
Bij Jönköping lopen de wegen E4, Riksväg 26, Riksväg 30, Riksväg 31, Riksväg 40, Riksväg 47, Länsväg 132 en Länsväg 195.
De stad beschikt over een eigen luchthaven, de luchthaven Jönköping. Ook heeft het een treinstation aan de spoorlijnen Falköping - Nässjö, Katrineholm - Nässjö en Vaggerydsbanan.

## Sport
In 2002 was Jönköping een van de speelsteden tijdens het EK handbal (mannen). In dat zelfde jaar was Jönköping gastheer van het WK ijshockey.

## Bekende inwoners van Jönköping

### Geboren
- Carl Peter Thunberg (1743-1828), natuuronderzoeker
- Nils Lorens Sjöberg (1754-1822), dichter en expeditiesecretaris
- Carl Henrik Boheman (1796-1868), entomoloog
- Viktor Rydberg (1828-1895), schrijver, dichter en cultuurhistoricus
- John Bauer (1882-1918), illustrator
- Dag Hammarskjöld (1905-1961), Secretaris-generaal van de Verenigde Naties (1953-1961) en Nobelprijswinnaar (1961)
- Carl von Essen (1940-2021), schermer
- Gunnar Utterberg (1942-2021), kanovaarder
- Agnetha Fältskog (1950), zangeres van ABBA
- Mikael Tillström (1971), tennisser
- Pelle Edberg (1979), golfer
- Karl Svensson (1984), voetballer
- Philip Lindau (1991), wielrenner
- Mattias Johansson (1992), voetballer
- Fredrik Ludvigsson (1994), wielrenner
- Filippa Curmark (1995), voetbalster